# 郝晷
郝晷，五胡十六国時代官员，太原郡人。
郝晷在前燕担任散騎侍郎。369年十月，前燕与前秦两国互派使节。郝晷曾出使前秦。郝晷与前秦尚書令王猛是好友。王猛向郝晷询问前燕的情况。郝晷眼见前燕即将灭亡，暗自想到将自身托付给王猛，于是便和盘托出前燕的現状。
前燕灭亡后，郝晷在前秦为官。370年十二月，王猛宴请諸将属官。王猛说：“人心不同。梁琛在長安美化前燕，乐嵩大谈桓温的強盛，郝晷讲前燕的弊端。”参軍馮誕问道：“这三个人现在都是我们的臣子了，敢问明公任用臣下的策略，应该优先考虑谁？” 王猛说：“郝晷能见微知著，应该优先。”馮誕说：“明公这是賞丁公，杀季布。”王猛大笑。372年二月，郝晷被任命为清河相。
淝水之战前秦大败后，国家混乱，郝晷纠集冀州諸郡人士与自身部曲，移居河南，接受翟魏的官爵。
391年，翟魏被后燕击败，郝晷投降后燕。後燕皇帝慕容垂把他按才录用。